# Yakovlev Yak-12
Yakovlev Yak-12 (tiếng Nga: Як-12, tiếng Ba Lan: Jak-12, tên ký hiệu của NATO: "Creek") là một máy bay STOL đa chức năng hạng nhẹ được sử dụng bởi Không quân Xô viết, hàng không dân dụng Liên Xô và các nước khác từ năm 1947.

## Thiết kế và phát triển
Yak-12 được thiết kế bởi đội thiết kế của Yakovlev để đáp ứng nhu cầu đòi hỏi của Không quân Xô viết vào năm 1944, cho một máy bay liên lạc và có thể sử dụng vào nhiều mục đích, để thay thế cho máy bay hai tầng cánh đã cũ là Po-2. Nó cũng được sử dụng trong hàng không dân dụng như một máy bay thay thế cho Yakovlev AIR-6 đã được đưa vào sử dụng từ năm 1934, được chế tạo với số lượng tương đối nhỏ. Đề nghị đầu tiên của Yakovlev là một máy bay 4 chỗ cánh cao có tên gọi là Yak-10 (đầu tiên có tên gọi là Yak-14, nhưng sau này Yak-14 lại được sử dụng để gọi tên một máy bay khác - Xem Yakovlev Yak-14 để biết thêm thông tin), nó chế tạo vào tháng 1 1945. Nó đã chiến thắng trong cuộc cạnh tranh với máy bay cánh thấp là Yak-13, chúng có cùng thiết kế thân, và một loạt 40 chiếc Yak-10 đã được sản xuất, động cơ được trang bị 1 chiếc loại Shvetsov M-11M (108 kW, 145 hp).

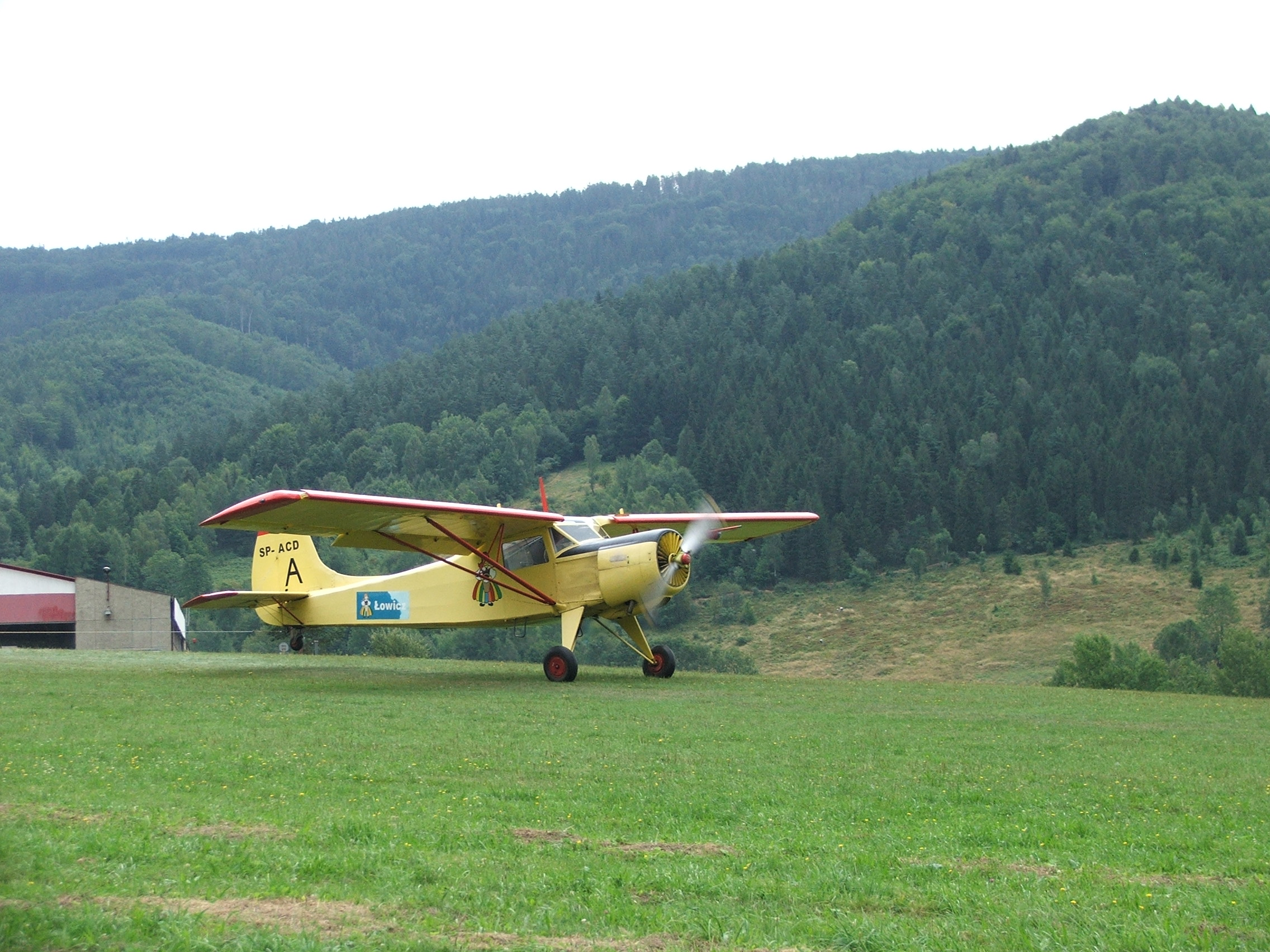
Yak-12

Vào năm 1947, Yakovlev phát triển một máy bay mới để thay thế cho Yak-10. Nó được lắp động cơ M-11FR mạnh hơn (119 kW, 160 hp), một đôi cánh mới, bộ bánh máy bay và khung máy bay đã được thay đổi lại hình dạng (bộ phận đuôi được làm thấp hơn). Máy bay mới được gọi tên là Yak-12, nó bay lần đầu tiên vào năm 1947 . 788 chiếc thuộc phiên bản cơ bản đã được chế tạo, bao gồm máy bay quan sát quân sự, một số chiếc Yak-12S làm máy bay cứu thương, Yak-12SKh máy bay nông nghiệp và Yak-12GR thủy phi cơ. Một nét đặc trưng tiêu biểu cơ bản của Yak-12, giống như Yak-10, động cơ xylanh hình trụ có nắp đậy máy riêng lẻ. Nó là một máy bay được chế tạo bằng nhiều vật liệu khác nhau và có thể chở 1 hoặc 2 hành khách, ngoài 1 phi công.
Thế hệ mới của Yak-12 bắt đầu được sản xuất vào năm 1952, khởi đầu với Yak-12R. Nó được trang bị động cơ mới loại Ivchenko AI-14R (194 kW, 260 hp), được lắp kín trong thân máy bay, và được chế tạo hoàn toàn bằng kim loại. Diện tích cánh được tăng lên (từ 21.6 m² lên 23.8 m²). Phiên bản này có lực nâng cánh bé nhất trong tất cả máy bay do Yakovlev chế tạo, nhưng lại có khả năng thực hiện STOL tốt nhất (cánh cánh mất 52 m, hạ cánh cần 81 m).
Sau khi được làm dài ra để cải thiện phân phối trọng lượng, với cấu trúc được làm kiên cố hơn nữa và những thay đổi nhỏ khác, từ năm 1955, phiên bản Yak-12M đã được chế tạo. Một sự khác nhau rõ ràng là một cánh đuôi đứng cong đã được làm dài hơn. Phiên bản này trở nên phổ biến hơn, có trọng tải tối đa lớn hơn. Nó có sức chứa 1 phi công, 3 hành khách và có thể được lắp 2 hệ thống điều khiển để phù hợp với công việc bay huấn luyện, một cái cáng được sử dụng để cứu thương hoặc một thiết bị phun nông nghiệp cũng được trang bị. Nó trở thành phiên bản được sử dụng nhiều nhất.

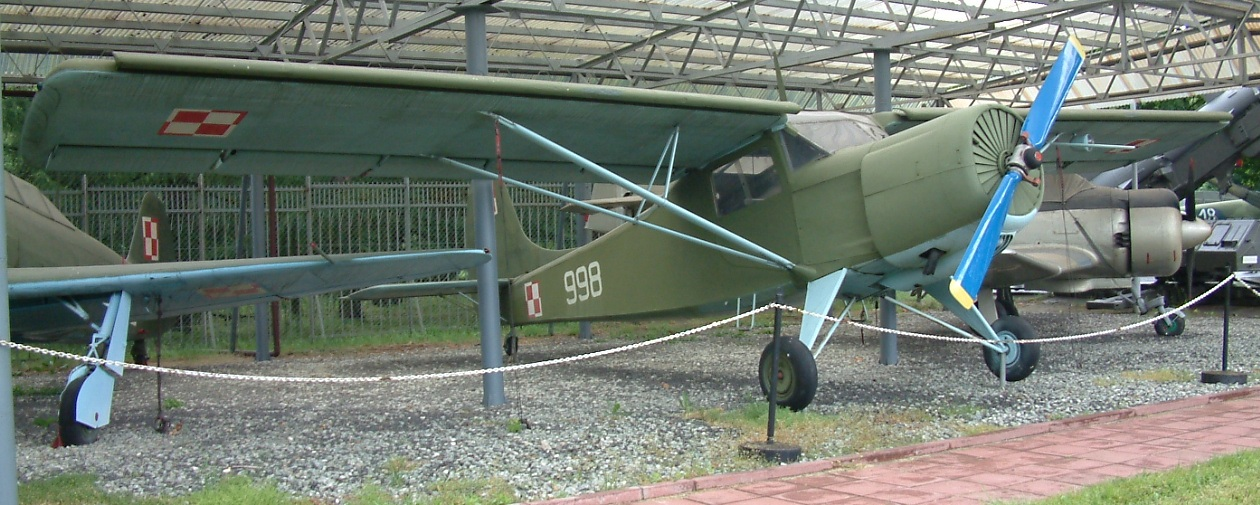
Jak-12M

Thế hệ cuối cùng, được sản xuất từ năm 1957, đó là Yak-12A. Đây là một phiên bản có đường nét khí động học hoàn hảo, với một thân máy bay nhỏ hơn và một đôi cánh mới . Phần vỏ che động cơ có đường kính nhỏ hơn. Đôi cánh có dáng hình chữ nhật được thêm vào với những đầu mút hình thang và thanh mỏng tự do, những thanh chống đơn được thay thế bằng thanh chống đôi. Ở Liên Xô, 3.801 chiếc Yak-12 thuộc mọi phiên bản đã được chế tạo (bao gồm 3.013 chiếc Yak-12R, M và A). Một máy bay hai tầng cánh thí nghiệm có tên gọi Yak-12B cũng được phát triển. nhưng không được sản xuất hàng loạt.
Yak-12M được Liên Xô chuyển giao công nghệ và giấy phép sản xuất cho Ba Lan từ năm 1956, và được sản xuất bởi nhà máy WSK-4 Okecie, với tên gọi là Jak-12M (tên phiên âm theo tiếng Ba Lan]]. Từ năm 1959, Yak-12A cũng được sản xuất ở Ba Lan với tên gọi là Jak-12A. 1.054 chiếc Jak-12M và 137 chiếc Jak-12A đã được chế tạo tại Ba Lan, phần lớn được xuất khẩu đến các nước trong Liên Xô. Vào năm 1958, sự phát triển Yak-12M xa hơn được thực hiện ở Ba Lan, với tên gọi là PZL-101 Gawron.
Yak-12 cũng còn được sản xuất ở Trung Quốc với tên gọi là Shenyang type 5.

## Lịch sử hoạt động
Yak-12 đầu tiên được bắt đầu hoạt động trong không quân Xô viết như một máy bay liên lạc và quan sát pháo binh. Sau đó, chúng được sử dụng trong hàng không dân dụng Xô viết - phần lớn trong câu lạc bộ hàng không DOSAAF, với nhiệm vụ vận chuyển, huấn luyện phi công, huấn luyện nhảy dù, và kéo tàu lượn. Chúng cũng còn được sử dụng với mục đích cứu thương và máy bay nông nghiệp.

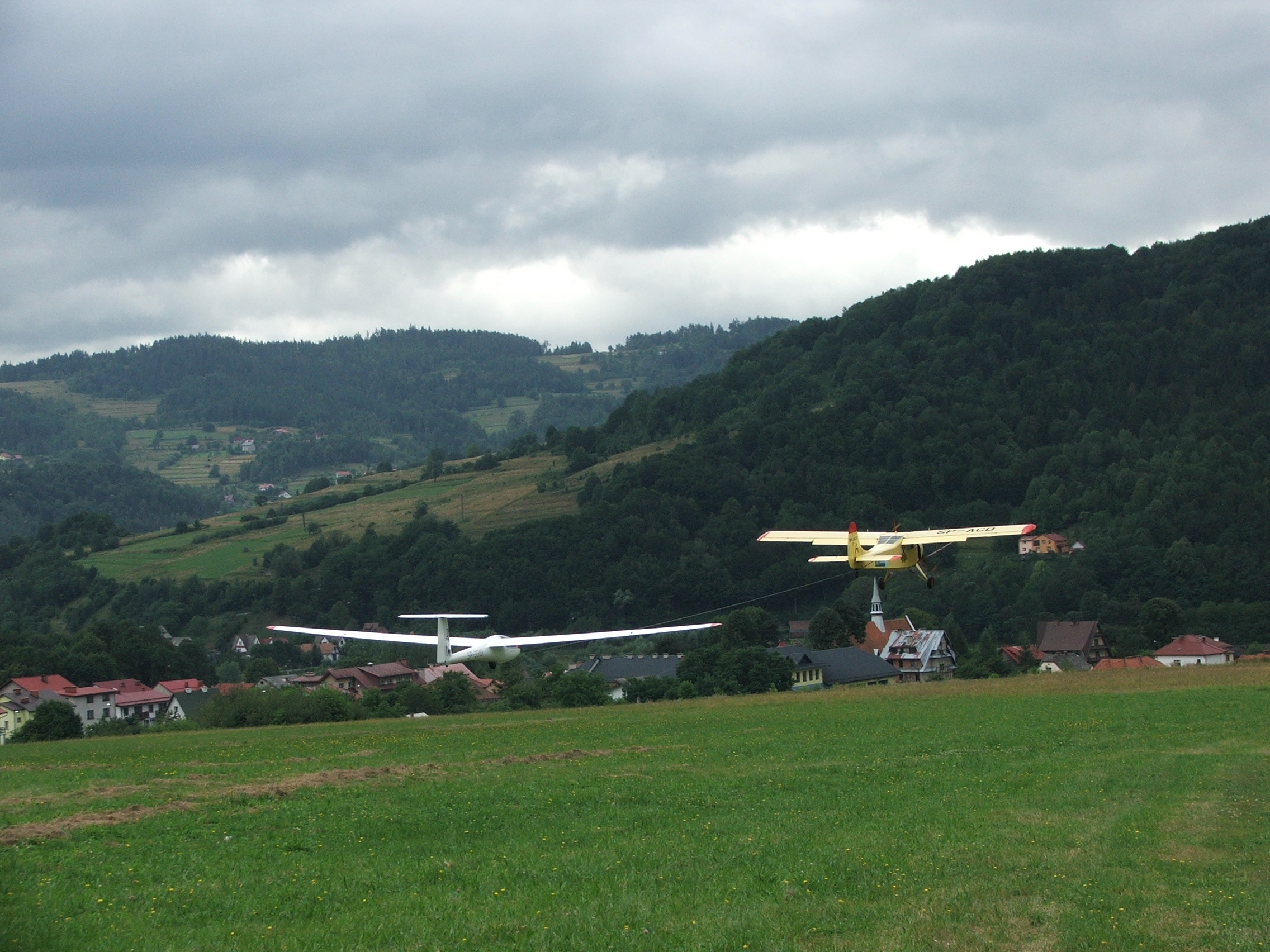
Yak-12M cất cánh kéo theo một chiếc tàu lượn ở Ba Lan

Ngoài Liên Xô, Yak-12 còn được sử dụng ở Ba Lan, Tiệp Khắc, Nam Tư - trong hàng không dân dụng và hàng không quân sự, và trong hàng không dân dụng ở Hungary. Giấy phép sản xuất được cấp cho Trung Quốc (sản xuất bởi hãng Shenyang) và các quốc gia khác. Trong một số quốc gia, bao gồm Ba Lan và Tiệp Khắc, tên gọi từ tiếng Nga được sao chép lại thành Jak-12.
Trong Không quân Ba Lan, khoảng 90 chiếc Yak-12 đã được sử dụng từ năm 1951, để làm máy bay liên lạc, tuần tra và mục đích chung. Hầu hết được đưa ra khỏi biên chế vào thập niên 1970, và cuối cùng là trong những năm 1980. Một số lượng lớn được chuyển sang sử dụng trong hàng không dân sự. Hàng không dân sự Ba Lan sử dụng chúng lần đầu tiên vào năm 1952, một số lớn được sử dụng từ thập niên 1960 (ít nhất là 79 chiếc). Chúng được sử dụng trong các câu lạc bộ hàng không địa phương để huấn luyện phi công, nhảy dù, vận chuyển và kéo tàu lượn. 21 chiếc đã được sử dụng làm máy bay cứu thương.
Một vài chiếc Yak-12 (phần lớn là Yak-12A) vẫn còn được sử dụng cho đến ngày nay trong các lĩnh vực dân sự trên thế giới.

## Miêu tả
Được cấu tạo bằng kim loại (Yak-12R, M, A) hoặc từ các vật liệu khác (Yak-12), ở cánh có thanh chống, được bố trí như một máy bay quy ước, có vỏ bao phủ bằng kim loại hoặc vải bạt. Những chiếc cánh được gắn thêm những cánh tà và những thanh gỗ mỏng (thanh gỗ mỏng tự do ở Yak-12R hoặc cố định ở các phiên bản khác). Cabin gồm 4 chỗ ngồi (ở các phiên bản ban đầu của Yak-12 chỉ có từ 2 đến 3 ghế). Hệ thống bánh máy bay cố định.
Một động cơ hướng tâm: 5 xylanh M-11FR (công suất thướng 104 kW/140 hp, công suất cất cánh 118 kW/160 hp) - phiên bản cơ bản Yak-12; 9 xylanh AI-14R công suất thướng 161 kW/220 hp, công suất cất cánh 191 kW/260 hp) - Yak-12R,M và A. Hai thùng nhiên liệu trong cánh, sức chứa 225 l (55 US gal) mỗi thùng.

## Các phiên bản

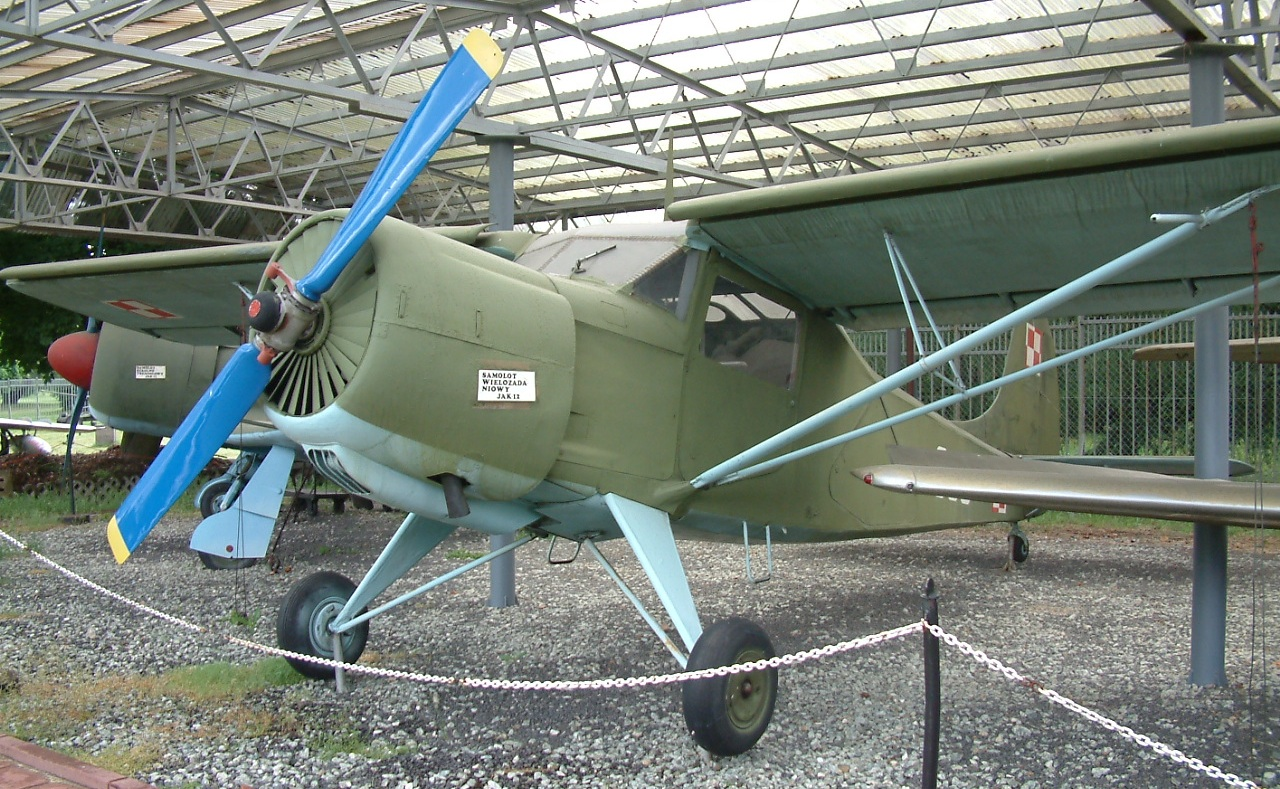
Jak-12 trong bảo tàng ở Ba Lan

Yak-12
Phiên bản cơ bản được chế tạo cho hoạt động quân sự và dân sự.
Yak-12GR
Phiên bản thủy phi cơ của Yak-12.
Yak-12S
Phiên bản cứu thương của Yak-12.
Yak-12SKh
Phiên bản nông nghiệp của Yak-12.
Yak-12R
Phiên bản cải tiến của Yak-12, động cơ trang bị loại Ivchenko AI-14R được cấu tạo hoàn toàn bằng kim loại, được sản xuất từ năm 1952.
Yak-12M
Phiên bản sản xuất chính với cấu trúc được làm vững chãi hơn, cánh đuôi dài hơn và một số sự thay đổi nhỏ khác, sản xuất từ năm 1955.
Yak-12A
Phiên bản khí động học tốt nhất với thân máy bay được làm nhỏ hơn, vỏ đậy động cơ có đường kính nhỏ hơn và cánh có một số thay đổi, sản xuất từ năm 1957.
Yak-12B
Phiên bản máy bay hai tầng cánh thử nghiệm, không sản xuất.
Shenyang type 5
Yak-12 được chế tạo tại Trung Quốc.
Jak-12M
Yak-12M được chế tạo tại Ba Lan, 1.054 chiếc được chế tạo.
Jak-12A
Yak-12A chế tạo tại Ba Lan, 137 chiếc được chế tạo.
PZL-101 Gawron
Phiên bản phát triển xa hơn của Ba Lan đối với Yak-12M.

## Các nước sử dụng

### Quân sự
- Ba Lan:
  - Không quân Ba Lan
- Liên Xô:
  - Không quân Xô viết
- Nam Tư:
  - Không quân Nam Tư
- Tiệp Khắc:
  - Không quân Tiệp Khắc

### Dân sự
- Ba Lan:
  - Câu lạc bộ hàng không Ba Lan
- Hungary:
- Liên Xô:
  - Câu lạc bộ hàng không DOSAAF
- Nam Tư:
- Trung Quốc:
- Tiệp Khắc:

## Thông số kỹ thuật (Yak-12M)

### Đặc điểm riêng
- Phi đoàn: 1 phi công
- Sức chứa: 3 hành khách
- Chiều dài: 9.0 m (29 ft 6 in)
- Sải cánh: 12.6 m (41 ft 4 in)
- Chiều cao: 3.12 m (10 ft 3 in)
- Diện tích : 23.8 m² (256 ft²)
- Trọng lượng rỗng: 1.026 kg (2.257 lb)
- Trọng lượng cất cánh: 1.450 kg (3.190 lb)
- Trọng lượng cất cánh tối đa: n/a
- Động cơ: 1× Ivchenko AI-14R, 191 kW (260 PS)

### Hiệu suất bay
- Vận tốc cực đại: 182 km/h (98 knots, 113 mph)
- Tầm bay: 765 km (413 nm, 475 mi)
- Trần bay: 4.169 m (13.675 ft)
- Vận tốc lên cao: 4.1 m/s (810 ft/min)
- Lực nâng của cánh: 61 kg/m² (12 lb/ft²)
- Lực đẩy/trọng lượng: 0.13 kW/kg (0.082 hp/lb)
- Quãng đường cất cánh: 126 m (413 ft)
- Quãng đường hạ cánh: 90 m (295 ft)

## Nội dung liên quan

### Máy bay có cùng sự phát triển
- Yakovlev Yak-10
- Yakovlev Yak-13
- PZL-101 Gawron

### Máy bay có tính năng tương đương
- Fieseler Fi 156
- Aero L-60 Brigadýr
- Piper PA-20 Pacer
- Cessna 170